# Tomten, Uppsala kommun
Tomten är en bebyggelse i Vaksala socken i Uppsala kommun, Uppsala län nordost om Upsala. 2023 avgränsade SCB här en småort.